# 2011 في اليابان
فيما يلي قوائم الأحداث التي وقعت خلال عام 2011 في اليابان.

## أحداث
- 11 مارس – كارثة فوكوشيما
- 11 مارس – زلزال وتسونامي توهوكو 2011

## سياسة

### تعيين في المنصب
- 7 مارس – يوكيو إيدانو وزير الشؤون الخارجية [الإنجليزية]‏،وزارة الاقتصاد والتجارة والصناعة اليابانية.
- 2 سبتمبر – يوشيهيكو نودا رئيس وزراء اليابان.

### انتهاء فترة المنصب
- 7 مارس – سيجي مايهارا وزير الشؤون الخارجية [الإنجليزية]‏.
- 9 مارس – يوكيو إيدانو وزير الشؤون الخارجية [الإنجليزية]‏.
- 2 سبتمبر – ناوتو كان رئيس وزراء اليابان.

## رياضة
- 9 أكتوبر – جائزة اليابان الكبرى 2011 الفائز جنسن باتون.

## أفلام
من الأفلام التي صدرت هذه السنة في اليابان:
- 1 يناير – الخيميائي الفولاذي: نجمة ميلوس المقدسة من إخراج Kazuya Murata (director) [الإنجليزية]‏.
- 1 يناير – تيكن: ثأر الدم
- 1 يناير – جوني إنجلش ريبورن من إخراج أوليفر باركر.
- 1 يناير – زومبي أس من إخراج نوبورو إيغوشي.
- 1 يناير – سينغوكو باسارا: ذا لاست بارتي
- 1 يناير – فتاة الكاراتيه من إخراج Yoshikatsu Kimura  [لغات أخرى]‏.
- 18 فبراير – غير معروف من إخراج جومي كوليت سيرا.
- 16 أبريل – المحقق كونان: 15 دقيقة من الصمت من إخراج ياسويشيرو ياماموتو.
- 16 يوليو – من أعلى تلة الخشخاش من إخراج غورو ميازاكي.
- 16 ديسمبر – زهور الحرب من إخراج زانج ييمو.
- 23 ديسمبر – إنازوما إلفن غو: كيوكيوكو نو كيزونا غوريفون

## برامج ومسلسلات وأنمي
- بلود سي
- كايجي
- إنفينيت ستراتوس
- الملاذ الأخير
- ناتسومي وكتاب الأصدقاء
- غيلتي كراون

## كتب
من الكتب التي صدرت هذه السنة في اليابان:
- 9 أبريل – سيكاي-إيتشي هاتسوكوي من تأليف Rika Nakase [الإنجليزية]‏.

## وفيات

### فبراير
- 13 فبراير – نوبتوشي كيهارا (مواليد 1926) مهندس ياباني.

### أبريل
- 17 أبريل – اوسامو ديزاكي (مواليد 1943)
- 21 أبريل – تاناكا يوشيكو (مواليد 1956)
- 23 أبريل – نوريو أوغا (مواليد 1930)
- 24 أبريل – كوكي تاكاهاشي (مواليد 1987) متسابق دراجات نارية ياباني.

### مايو
- 6 مايو – أونيروكو دان (مواليد 1931) كاتب ياباني.

### يونيو
- 9 يونيو – توموكو كاواكامي (مواليد 1970) مؤدّية صوت يابانية.

### يوليو
- 17 يوليو – تاكاجي موري (مواليد 1943) لاعبو كرة قدم يابانيون.
- 19 يوليو – يوشيو هارادا (مواليد 1940) ممثل ياباني.

### أغسطس
- 4 أغسطس – ناوكي ماتسودا (مواليد 1977) لاعب كرة قدم ياباني.
- 7 أغسطس – جو ياماناكا (مواليد 1946) مغني ياباني.

### سبتمبر
- 6 سبتمبر – ماسانوري ساندا (مواليد 1968) لاعب كرة قدم ياباني.

### أكتوبر
- 10 أكتوبر – ماساهيرو هامازاكي (مواليد 1940) لاعبو كرة قدم يابانيون.
- 12 أكتوبر – هيديمارو واتانابي (مواليد 1924) لاعب كرة قدم ياباني.